# 通用汽车

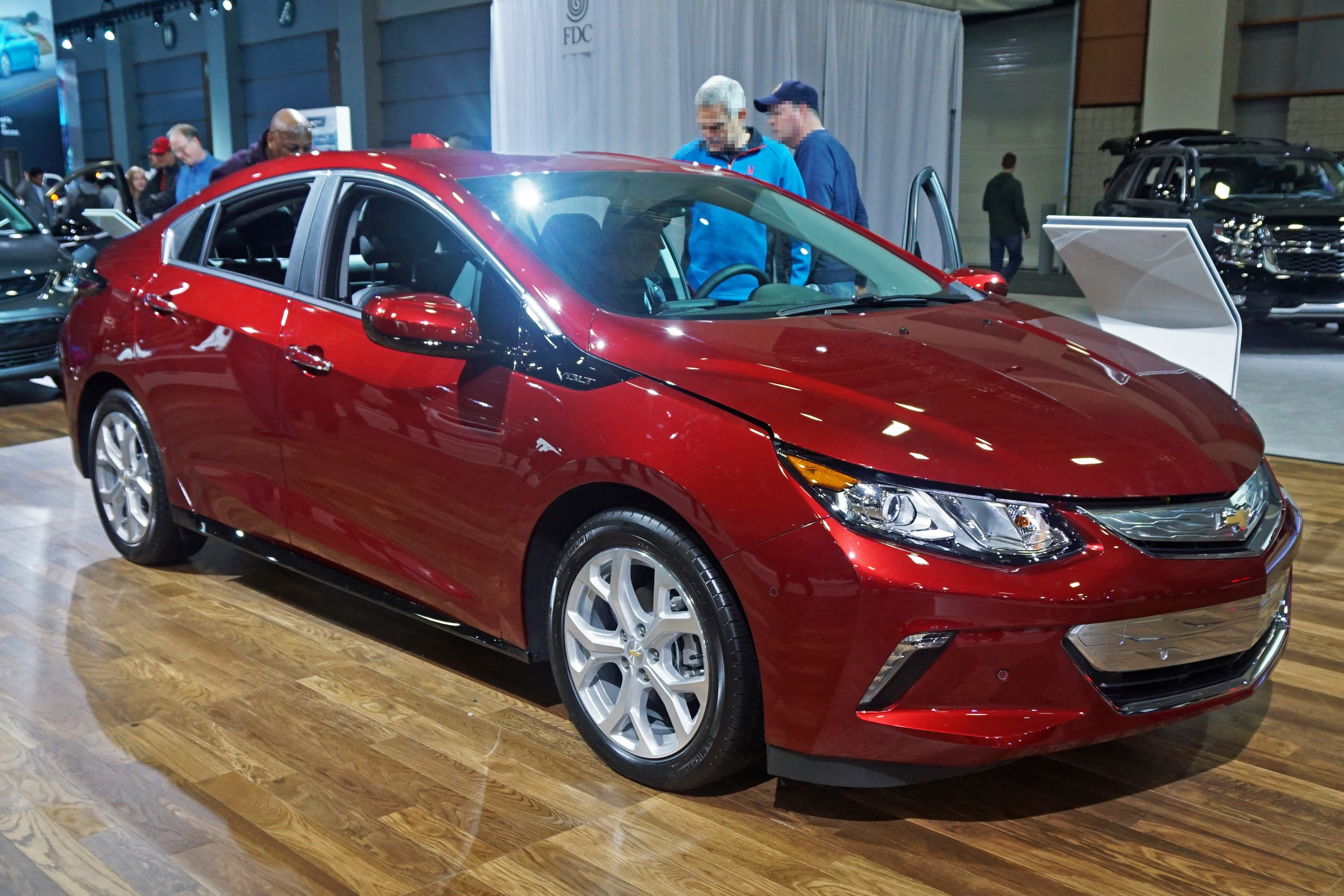
通用旗下的油電混合車雪佛蘭伏特車款

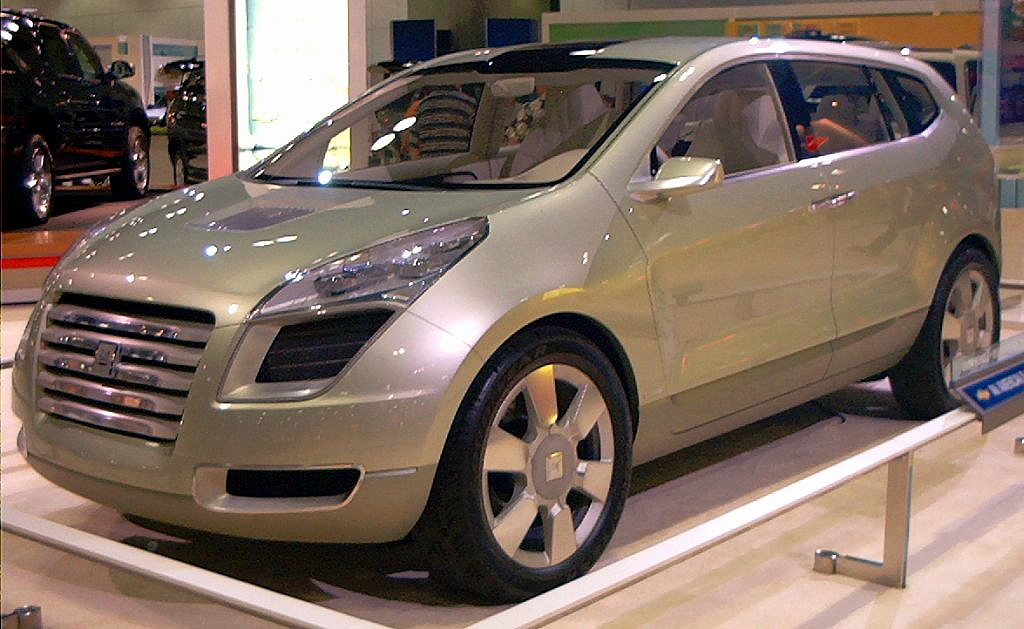
純電動車Sequel

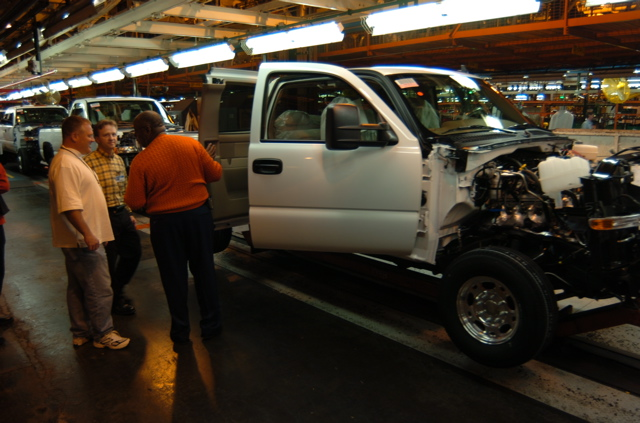
GMT800卡車的生產線

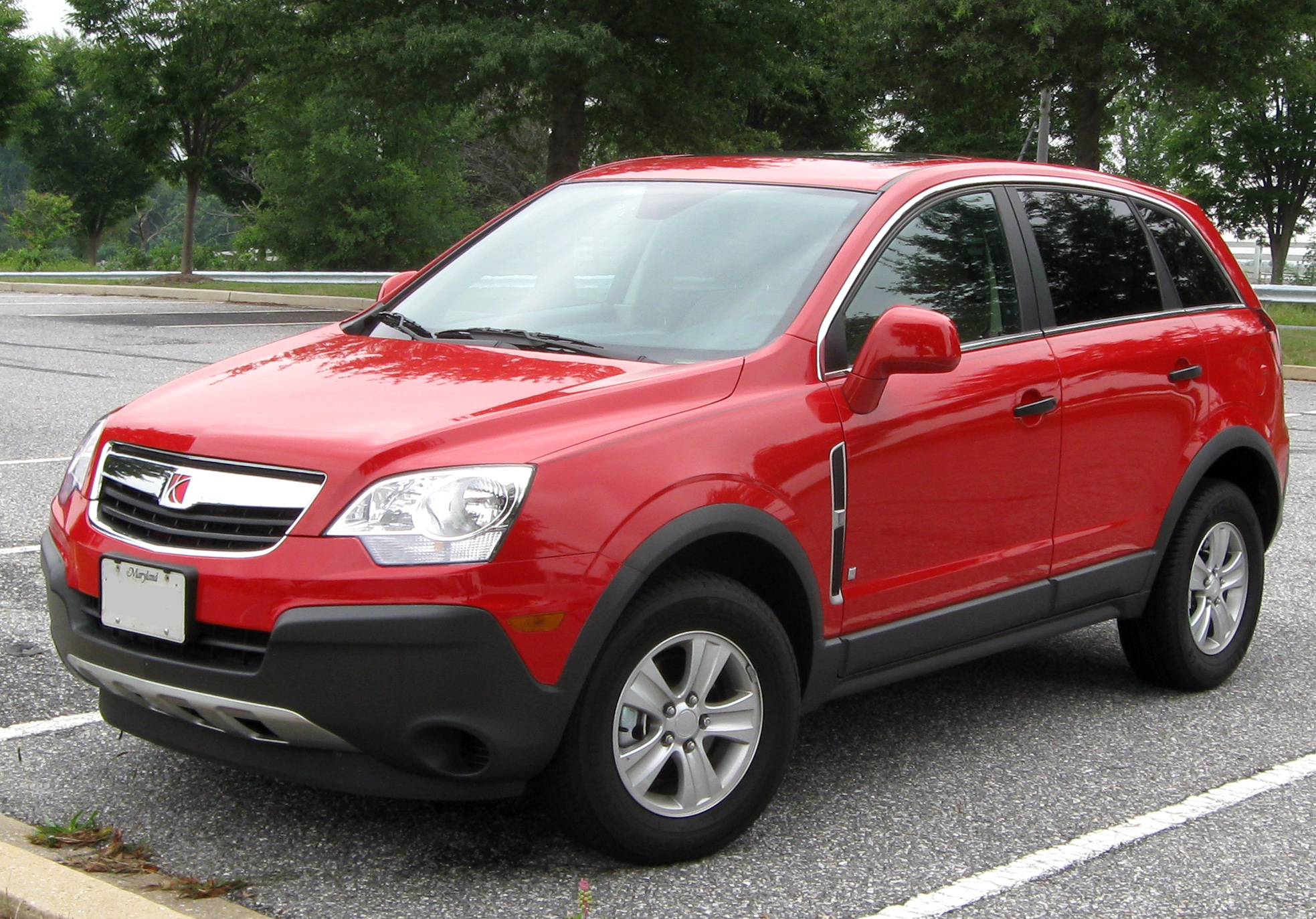
通用旗下的釷星汽車VUE車款

通用汽车（英語：General Motors，縮寫為）是源自美国的跨國汽車公司，總部位於美國密歇根州底特律，製造廠房遍布美國30州和世界上32個國家。旗下拥有雪佛蘭、别克、GMC、凯迪拉克、霍顿及吉優等品牌。其中雪佛兰和GMC事业部制造卡车与载客用轿车，其它的品牌如獨立成德爾福汽車零件，1997年旗下的休斯飛機公司則轉賣給雷神公司等等。2004年将奥斯摩比品牌退休。2009年，龐蒂克、土星、悍马（於2020年重新啟用）被宣布取消品牌，萨博被出售。通用汽车电动车事业部生产电柴混合动力车。截至2024年，按總收入計算，通用汽車在財富美國500強中排名全美第25位，全球第50位。
通用汽車曾是全球最大的汽车制造商。2002年，通用售出了全球轿车与卡车总量15%的汽车。2007年通用汽車成為連續77年全球汽車銷售冠軍，在2008年这一称号被丰田夺走。2011年通用汽車銷售量重回全球第一。2016年全球年銷量達到了1,000萬輛的里程碑。
通用还曾拥有电子数据系统公司，曾为通用汽车公司旗下的通用汽车金融服务公司（GMAC，现名盟友金融公司）是全球领先的金融服务公司，向全球客户提供汽车和商业贷款、抵押融资以及保险等服务业务。

## 历史
1908年威廉·C·杜兰特创立了通用汽车公司，最初拥有别克一个品牌，同年晚些时候又得到了奥斯摩比（Oldsmobile）。
1920到30年代，通用买下公共汽车公司Yellow Coach的全部产权，帮助其建立了长途巴士线路，取代了城市间的铁路运输。又通过成立子公司来买断有轨电车，进而用公共汽车取代之。1930年，通用又买下了 Electro-Motive Corporation城市轨道交通公司，及其发动机供应商Winton Engine，合并并改名为通用汽车电动车事业部。在随后的20年里以柴油为动力的机动车和火车基本上都是由通用制造的，更大程度上替换了美国铁路上的其它形式的机车。
1923年通用汽車著名新任總裁艾尔弗雷德·P·斯隆規劃出通用汽車的品牌策略，以凱迪拉克為訂價最高的品牌，此品牌策略基本上延續至今日，並採用分期付款、每年推出新車型等策略，1926年迫使福特汽車也採用同策略推出新車色新車款，1927年通用汽車市佔率達到45%，福特汽車剩15%，福特因此放棄暢銷的T型車改推出A型車。Sloan也奠定通用汽車的管理制度並重視財務績效。
20世紀上半期通用汽車的著名設計師Harley J. Earl（通用汽車負責汽車設計的副總裁）奠定美國汽車的氣派夢幻風格，1939年設計的圓滑流線型Buick（別克）Y-Job是全球第一款概念車，1948年設計的凱迪拉克車尾大型鰭狀尾翼有空氣導流功能又十分夢幻，帶動當時各車廠的流行，成為美國大車的形象特色。
1955年12月31日，通用汽车成为美国历史上第一个纳税超过10亿的公司。
通用汽車曾是美国歷史上最大的公司，可以用GDP来衡量它的财政收入。1950年代，通用汽车总裁查尔斯·E·威尔逊宣称：对通用好就是对美国好；通用汽車許多高層經理主管是由基層開始做起，如1980年代的集團董事長Roger Smith由會計出納職位逐漸升遷至董事長兼CEO。那时，通用汽车是世界上雇员最多的公司之一，只有苏联有工业有更多雇员。1998年6月5日，通用汽车位于密西根州的弗林特的工厂发生工人罢工，并迅速蔓延到其它的5个装配工厂，持续了7个星期之久。
70年代開發可變汽門揚程的專利技術；通用汽車德國子公司Opel在1989年推出銷售的五人座雙門轎跑車Calibra創下市售車最低風阻係數（Coefficient of drag）0.26 的紀錄，並保持這項紀錄達十年之久。90年代初通用汽車小卡車使用的4L80-E自動變速箱也被勞斯萊斯、賓利、Jaguar、Aston Martin等高價車選為原廠配備自排。
1994年通用汽車的Oldsmobile Aurora與1995年的賓士W210 E-Class是當時全球車身最堅固的汽車（車身結構震動頻率達25Hz）（P.49,Car and Driver,US edition,February 1997），通用汽車的耐用度，依通用汽車廣告聲明指出，旗下會被重負荷使用的美國雪佛蘭卡車從1981年至2007年皆為使用期間最長的卡車廠牌（美國汽車監理單位牌照登記紀錄）。
90年代中期通用汽車在平價車款裡普遍配備十萬英里免更換的白金火星塞，可使用至車輛報廢免更換的自排變速箱油等。1999年凱迪拉克DTS是全球第一輛有夜視鏡功能（thermal imaging night vision system，熱感應影像夜視系統）的汽車，能在擋風玻璃投射燈光不及之處顯示黑暗地帶的影像，以及電腦控制可迅速依路面狀況自動調整軟硬度的電磁懸吊系統科技，是全球反應速度最快的懸吊系統，義大利法拉利599 GTB跑車也使用此套避震系統。2000年通用推出低污染概念車GM Precept（使用燃料電池或柴油/電池Hybrid車），風阻係數僅0.16，是目前全球最流線的五人座汽車，也是全球第一輛每加侖柴油可跑80英哩的汽車。
90年代末期通用汽車在美國部分車款可選配OnStar智慧通訊系統，具有衛星導航與數位收音機功能，車禍時系統會自動向警方報案，必要時原廠可與車上引擎電腦無線連結找出故障，車主忘記將車鑰匙拿出車外時，車主連絡OnStar可用透過手機幫車主遙控打開車門。
2007年通用汽車在汽車科技上已經研發出可靠的無人自動駕駛汽車，能自動完成路邊停車動作，可以無人駕駛無人遙控由電腦判斷路況自己跑完長途路線抵達目標，是參與測試的各車廠中唯一達到自動駕駛標準被美國國防部選為未來戰場的無人自動駕駛車輛。
通用汽車過去在美國市場長期銷售車輛給租車公司，原本租車公司願意大量買進的車代表品質不錯維修費低，然而租車公司每隔一段時間就拍賣掉大批長哩程的車，造成同廠牌二手車價格大幅降低，消息隨著網路傳播引來許多個人車主的抱怨，2007年開始通用汽車和其他兩大美國車廠已決定不再大批賣車給租車公司，以免再被對手用二手車價作文章誤導客戶產生品質有問題的錯覺。2007年JD Power調查新車使用三年後的耐用度通用汽車旗下的Buick與Lexus並列第一，Buick在此品質調查中已多次超越豐田汽車。通用汽車旗下Opel中型轎車Insignia被歐洲汽車媒體選為2009年歐洲Car of the year。2011年通用汽車的Chevrolet Cruze是第一輛在歐洲Euro NCAP車輛前方與側面撞擊測試中都拿下滿分的汽車。通用汽車新款電動車Chevrolet Volt是2012年歐洲Car of the year。
2017年3月7日，法國標緻汽車母公司PSA，同意
以22億歐元（約179.4億港元）。向美國通用汽車收購歐寶（Opel）與英國佛賀汽車和通用在歐洲的汽車金融資務50%權益，作為交易代價的一部分，通用獲得標緻4.2%股本的認購期權，惟在期權發行後5年内不得行使。
2018年5月10日，通用汽車和韓國產業銀行（KDB）將分別向通用汽車韓國業務注資64億美元和7.5億美元，根據協議，通用汽車亞太區總部將落戶南韓，該新亞太總部將管理亞太地區生產、銷售和技術開發，但不包括中國，股權重整之後，通用汽車持有通用韓國77%股份，韓國發展銀行持有17%股份，上汽集團持有剩餘的6%股份。
2018年10月4日本田汽車和通用汽车达成协议，共同开发无人驾驶汽车。本田将向通用汽车的无人驾驶汽车公司CruiseAutomation注资7.5亿美元，本田還會在 2030 年之前向 Cruise投入20億美元。這意味著本田將投資Cruise共27.5億美元。
2020 年 7 月，由于 Covid-19 大流行，通用汽车公司报告 2020 年第二季度净亏损 7.58 亿美元。尽管利润下降，但由于皮卡销售价格昂贵，这低于财务分析师的预测。2020年9月，通用和本田宣布结盟，提议在采购、研究和车辆开发方面进行合作。
2024年4月15日，通用汽车宣布将于2025年将其全球总部从文艺复兴中心迁至附近的哈德逊底特律开发区。

## 售后服务

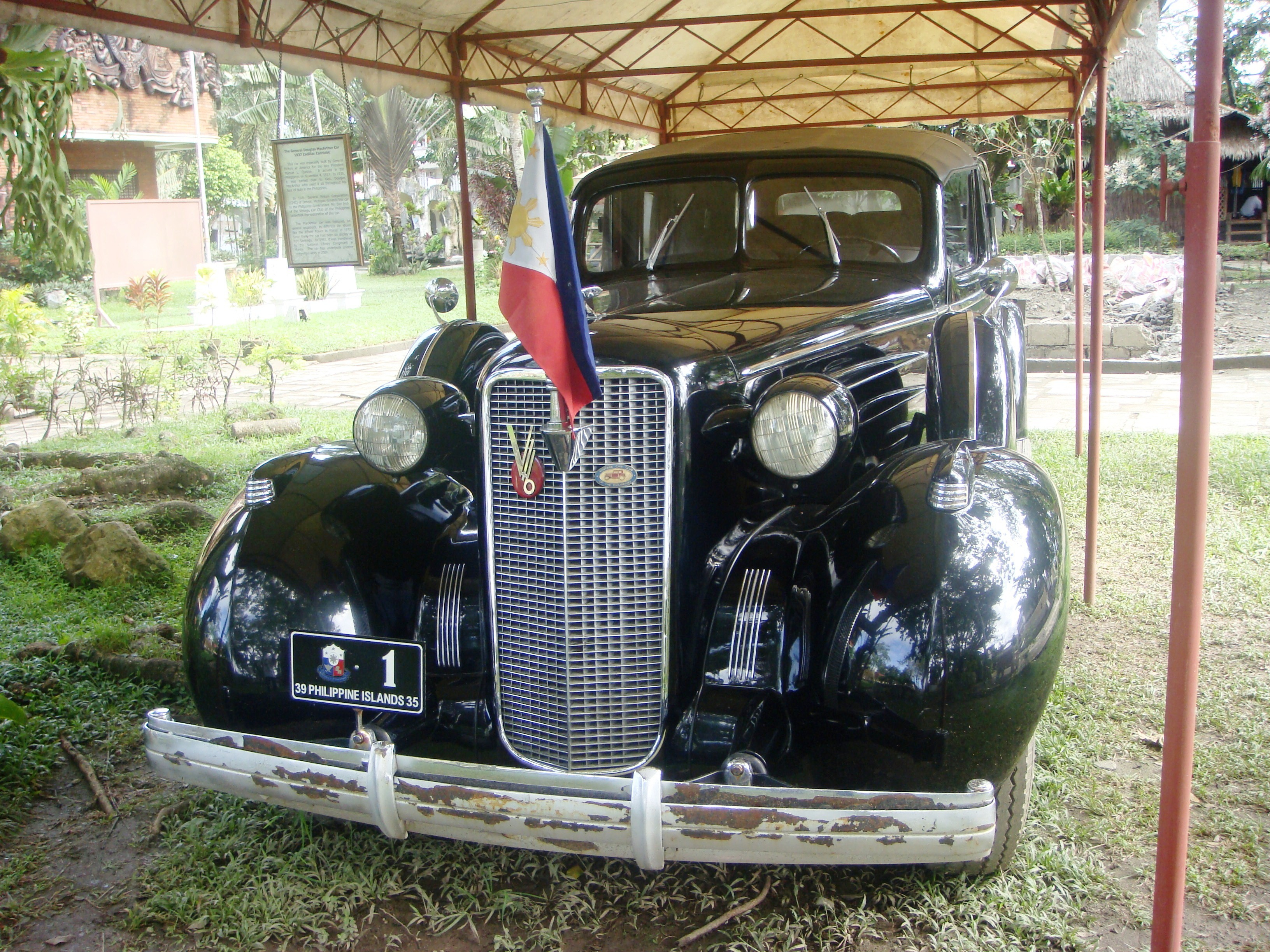
1937年款凯迪拉克V-16

通用汽车公司的售后服务和零部件业务部通过通用汽车、通用汽车Goodwrench 和AC德科的品牌进行汽车零部件的销售；而通用汽车动力总成部则负责汽车发动机及变速器的市场销售。

## 财務问题

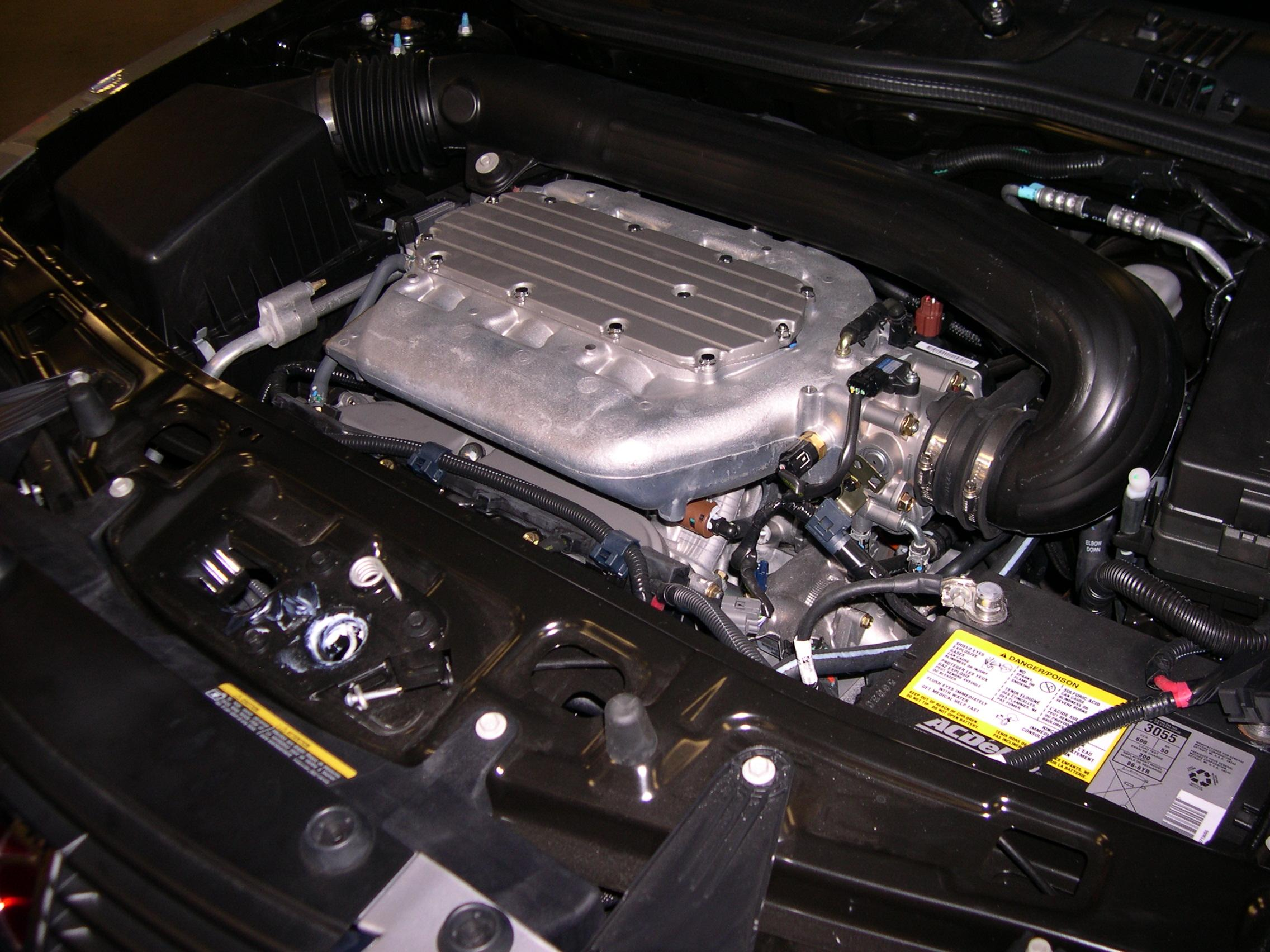
通用生產 釷星VUE用V6引擎

2004年因為通用汽車與福特汽車、克萊斯勒汽車一樣一直給予員工極好的終身退休金與高額度醫療給付，在退休員工人數愈來愈多，高利潤休旅車與卡車因油價高漲而銷售衰退之下，穆迪公司将通用的债券等级评为只比垃圾债券高一级。一个显著因素是美国雇员不断上升的医疗费用，详信分析表明分摊到一辆车上是1800美元，這代表通用汽車幫員工和其眷屬支付醫療費用的金額比購買鋼鐵的金額還高。2007年的巨額虧損主要是通用汽車決定將歷年累積可以抵稅，但抵稅期限即將到期的虧損金額在2007年一口氣全部提列在財報來抵稅所致，並非一年內營業虧損三百多億美元。
在2005年，通用汽車陸續把手上持有的富士重工股份全數賣給豐田汽車；而在2006年4月也正式宣布把全數五十鈴的股份出讓並退出股東團，該等股份也在同年11月由豐田汽車購入，也使豐田成為五十鈴最大股東之一。而在2006年3月，通用宣布把鈴木汽車的半數股份出讓，2008年更把手上之鈴木汽車股份全數賣出，並退出股東團。

### 沉重的养老金债务
通用、福特、克萊斯勒這美國三大汽車公司需要面对的另一个问题是北美地区雇员的养老金债务问题，1935年美國聯合汽車工會（UAW）成立，福利制度獲得保障，但退休人員不斷增加，自30年代美國平均壽命不斷增加，從30年代67歲到2008年成長為78歲，2008年通用汽車在任員工約26萬人，退休在家領取終身退休福利與高額醫療給付的員工卻多達50萬人。通用汽車一直給工作滿三十年的退休員工終身退休金（即使基層退休工人也可終身月領約3,000美元的退休金）與高額度醫療給付（包含眷屬亦可給付），UBS在2002年分析大概造成250亿美金的债务，相形之下日本車廠工人相對年輕、工齡也較短，如在2006年，豐田汽車在美國僱用的3萬多職工，只有退休258人，2012年屆齡人士亦僅1,700人。產生嚴重的成本差異，然而美國三大汽車公司的汽車售價並未比日本汽車貴。2003年，通用增加了130亿美元的债务，其中主要是为其养老金基金補提供足够的预备金。许多美国大公司都有类似的养老金问题。

### 破產
2008年11月，通用汽車公佈該年第三季業績，因油價短期內高漲並引發後續的金融海嘯，造成美國汽車市場上原本銷售成長最快的汽車種類休旅車與卡車大幅衰退，美國車廠在休旅車與卡車的市場佔有率雖然一直大幅领先日本車廠，但是被高油價打擊也因此最為嚴重，美國車廠高利潤的休旅車與卡車銷售量大幅減少，現金流出現嚴重告急，每月至少需要110億美元營運，警告必須獲美國聯邦政府注資，否則有即時倒閉的危機。著名評級機構穆迪公司認為，由於債務過多，通用汽車破產機率有70%。
2008年底美國政府通過紓困134億美金給通用，但是在2009年3月31日前必須提出有獲利能力的證明計畫，否則將收回所有納稅人資金，通用決定裁員47,000人和關閉五座美國本土的高成本工廠當成第一波削減成本計畫，並拍賣總公司的諸多古董車和經典紀念車。並且拋棄釷星、龐蒂克、薩博和悍馬4個品牌。
2009年初全球經濟持續惡化，1月新車銷售量不如預期，連日本本田和豐田紛紛傳出裁員停工和更換主管，通用股價2月20日在紐約下跌11.5%，以1.77美元收盤，跌到大蕭條以來的最低水準。通用汽車歐洲及亞洲分公司紛紛傳出資金困窘消息，除了瑞典的薩博子公司正式向法院申請重整，德國的歐寶汽車及南韓的大宇也分別表示需要紓困金援，顯示GM財務正急速惡化。
通用汽車於2009年6月1日根據破產法第11章第363條的規定，向美國曼哈頓破產法庭申請破產保護。計劃書顯示，通用汽車的資產總值為822.9億美元，負債1,728.1億美元。債權人數量超過10萬家，包括債券持有人、工會和諸多汽車零部件供應商。最大無擔保債權人為威爾明頓信托公司（Wilmington Trust Co），持有227.6億美元通用債權，而美國汽車工人聯合會持有205.6億美元債務。
2009年8月19日通用汽車公司確認已經與科尼賽克集團就出售薩博汽車公司100%股份簽署了股份轉讓協議，但最終交易失敗。12月中旬通用汽車公司將薩博汽車品牌旗下部分資產售予中國BAIC（北京汽車控股）。
2010年1月通用汽車公司確認已經與世爵汽車就出售薩博汽車100%股份簽署了股份轉讓協議，新公司Saab Spyker即將成立。11月1日通用汽車旗下品牌龐帝克由於通用汽車與龐帝克經銷商的合約到期，10月31日宣佈正式倒閉。

### 上市
2010年11月18日通用汽车成功在纽约证券交易所上市，发行4.78億股普通股,每股33美元，集資157.7億美元。如果承銷商行使超額配售權﹐增發7,170萬股﹐那麼普通股的發售總額將達到181億美元，8,700萬股法定可轉換次級優先股，股票價值43.5億美元，合共集資約231億美元。
通用汽车在2011年度全球销售903万辆汽车，比2010年增加了7.6％，超越德国大众汽车的815万辆和日本丰田汽车的790万辆，重新夺回全球最大汽车制造商的地位。其中，通用在北美市场的销量达到290万辆，上升了11.4％，在欧洲的销量上涨了4.4％，在南美洲的销量增加了3.9％。
2012年11月22日通用汽車旗下GM財務，同意以42億美元（約327億港元）購入Ally的歐洲及南美洲汽車融資業務。
Ally原為GM的汽車融資分支GMAC，但GM在2006年把業務的控制性權益售予私募基金Cerberus。2008年金融風暴後，GMAC被美國政府提供170億美元救助貸款，易名後續經營汽車融資業務。
2013年9月24日通用汽车公司將斥資約32億美元，從全美汽車工人聯合會（UAW）退休人員醫療保健信托基金VEBA中，回購1.2億股優先股，每股作價27元。
2013年12月9日美國政府出清最後一批通用汽車持股，最終虧損105億美元離場，為歷史性拯救該國其中一家最知名企業的行動畫上句號。

## 外部連結
- 通用汽車 （页面存档备份，存于）
- 通用公司中国 （页面存档备份，存于）
- 通用汽车零部件直接 （页面存档备份，存于）
- 上海通用汽车 （页面存档备份，存于）